# Station Stogi Malborskie
Station Stogi Malborskie is een spoorwegstation in de Poolse plaats Stogi.